# بلدية كاسكاليس
بلدية كاسكاليس هي بلدية تقع في إقليم سوكومبيوس في الإكوادور. عاصمتها كاسكاليس وعدد سكانها حسب تعداد عام 2001 حوالي 7,409 نسمة.